# Grängen, Hälsingland
Grängen är en sjö i Ovanåkers kommun i Hälsingland och ingår i Ljusnans huvudavrinningsområde. Sjön är 12 meter djup, har en yta på 3,02 kvadratkilometer och befinner sig 174 meter över havet. Sjön är årsreglerad som vattenmagasin med magasinsvolymen 8,3 Mm3 och med 3.0 m regleringsamplitud, den korttidsregleras med 0,25 meters amplitud och 0,8 Mm3 magasinsvolym. Den avvattnas av vattendraget Frösteboån. Vattnet driver där Viksjöfors kraftverk med 29 procent regleringsgrad och 21,7 meter bruttofallhöjd vid medelvattenföring 5,5 m3/s.
Sjön har tillflöde från sjön Lössnan och avrinning till sjön Viksjön vid Viksjöfors. Grängens största ö är Per-Ersön.
Fiskar som finns i sjön är bland annat mört, gädda, abborre, löja, lake, ål, braxen och ruda.

## Delavrinningsområde
Grängen ingår i delavrinningsområde (679980-150835) som SMHI kallar för Utloppet av Grängen. Medelhöjden är 210 meter över havet och ytan är 19,85 kvadratkilometer. Räknas de 49 avrinningsområdena uppströms in blir den ackumulerade arean 463,13 kvadratkilometer. Frösteboån som avvattnar avrinningsområdet har biflödesordning 3, vilket innebär att vattnet flödar genom totalt 3 vattendrag innan det når havet efter 79 kilometer. Avrinningsområdet består mestadels av skog (53 procent) och jordbruk (16 procent). Avrinningsområdet har 2,95 kvadratkilometer vattenytor vilket ger det en sjöprocent på 14,9 procent.